# Des filles pour l'armée
Pour plus de détails, voir Fiche technique et Distribution.
Des filles pour l'armée (Le soldatesse) est un film italien réalisé par Valerio Zurlini, sorti en 1965.

## Synopsis
Grèce, 1941, pendant l'occupation italienne. Le lieutenant italien Gaetano Martino, en poste à Athènes, dégoûté par le spectacle de misère et de mort qui l'entoure, souhaite être ré-affecté. Son colonel lui confie une nouvelle mission : accompagner un groupe de douze prostituées dans divers lieux, en direction de l'Albanie, pour « remonter le moral » des soldats au front. Les filles sont toutes plus ou moins contraintes à la prostitution pour survivre.
Au volant du camion transportant les filles et remontant la péninsule vers l'Albanie se trouve le sergent Castagnoli, un Toscan extraverti et sympathique. Martino considère cette mission dégradante et offensante pour sa dignité militaire, mais au cours du voyage une relation de solidarité et d'entente se noue peu à peu entre lui et les femmes.
En cours de route, ils sont obligés d'accepter le Major Alessi comme passager. Personnage désagréable, et de grade supérieur à celui de Martino, il peut imposer sa volonté aux deux soldats et aux femmes.
Parmi les filles, il y a Eftichia, au caractère fort et volontaire, animée d'une haine féroce envers l'ennemi et d'un dégoût pour les humiliations qu'elle doit subir pour survivre ; Ebe l’italienne, cynique et désabusée, vénale mais capable de gestes d'une grande générosité ; Elenitza, douce et miséricordieuse, qui essaie de vivre le drame avec une résignation joyeuse sans trop y penser ; enfin les deux sœurs Toula et Panaiota.
Au fur et à mesure que le groupe diminue à chaque fois que les filles arrivent à destination, des liens étroits se tissent entre les Italiens et les filles : Castagnoli tombe amoureux d'Ebe, tandis que Martino est amoureux d'Eftichia mais fait l'amour avec Elenitza.
Après une halte nocturne dans un wagon de chemin de fer abandonné, une jeune fille est livrée à un camion rempli de chemises noires et à leur chef, un héros de la guerre d'Espagne. Sur la route, après quelques kilomètres, le groupe de Martino tombe sur les restes des chemises noires, leur camion et leur prostituée, tous tués par des partisans. Alessi se déchaîne sur les lieux du massacre et jure hystériquement de se venger.
Peu de temps après, leur propre camion est à son tour attaqué par les partisans : des rafales de mitrailleuses frappent Castagnoli dans le dos et Elenitza est grièvement blessée. Martino, à cause d'un pneu crevé par des balles et d'une bombe incendiaire, perd le contrôle du véhicule qui sort de la route et se renverse tout en continuant à brûler. Ils se réfugient dans une ferme abandonnée mais sont repérés par les partisans. Alessi, choqué par les événements, tente d'abord d'abandonner le groupe et de s'enfuir sous prétexte de chercher de l'aide, mais est arrêté par Castagnoli sous la menace d'un fusil, puis met fin aux souffrances d'Elenitza afin qu'elle ne puisse, selon lui, entraver la poursuite du voyage, oubliant que Castagnoli est également immobilisé. Ce geste suscite la profonde réprobation du lieutenant qui est désormais en désaccord total avec Alessi.
Après une marche nocturne interminable, le groupe parvient à atteindre une garnison de l'armée italienne au moment même où les chemises noires dévastent un village en représailles et exécutent des partisans grecs nouvellement capturés. 
En fin de compte, Martino parvient à faire entrer Castagnoli dans un hôpital militaire, où Ebe s'assure qu'il est soigné correctement, et à délivrer les quelques prostituées qui lui restent. Après ce qu'elle a vu, Eftichia ne supporte plus l'idée de coucher avec des Italiens mais fait une dernière exception dans le cas de Martino. Après une nuit ensemble, elle part dans les montagnes pour rejoindre les partisans. Martino est à nouveau seul, sans but et encore plus désabusé.

## Fiche technique
- Titre original italien : Le soldatesse
- Titre français : Des filles pour l'armée
- Réalisation : Valerio Zurlini
- Scénario : Piero De Bernardi, Leonardo Benvenuti, Franco Solinas, d'après un roman intitulé en Italien Le soldatesse[1] de Ugo Pirro
- Musique : Mario Nascimbene
- Photographie : Tonino Delli Colli
  - Prise de vues : Dario Di Palma
- Montage : Franco Arcalli
- Pays de production :  Italie
- Langue originale : italien
- Genre : drame et guerre
- Durée : 120 minutes
- Dates de sortie :
  - Italie : 4 novembre 1965
  - France : 31 août 1966

## Distribution
- Anna Karina : Elenitza
- Lea Massari : Toula
- Marie Laforêt : Eftikia
- Tomás Milián : Gaetano Martino
- Mario Adorf : Castagnoli
- Valeria Moriconi : Ebe
- Aleksandar Gavric : Alessi
- Rossana Di Rocco : Panaiota
- Milena Dravić : Aspasia
- Guido Alberti : Gambardelli
- Mila Stanić

## Récompenses et distinctions
- Festival international du film de Moscou 1965 : prix spécial[2].